# Stephen Spender
Pour les articles homonymes, voir Spender.
Stephen Spender, né le 28 février 1909 à Kensington et mort le 16 juillet 1995 à Westminster, est un poète, romancier et essayiste britannique fortement engagé dans l'action pour la justice sociale et connu pour ses idées sur la lutte des classes.

## Années de jeunesse
Son père, Edward Harold Spender, était journaliste et sa mère, Violet Hilda, née Schuster, était peintre et poète. Après quelque temps à la Gresham's School de Holt (Norfolk), où il s'ennuyait, Stephen Spender fut envoyé à la University College School de Hampstead, où il se sentit davantage dans son élément. Ses études supérieures le menèrent ensuite au University College de Londres puis à University College (Oxford). Beaucoup plus tard, en 1973, il devait recevoir le titre de membre honoraire de l'université d'Oxford. 
Sans avoir terminé son parcours universitaire, il partit vivre en Allemagne. Les amis qui l'influencèrent le plus, à cette époque, furent d'abord le poète W. H. Auden et son entourage : Christopher Isherwood, Louis MacNeice, Cecil Day-Lewis. Stephen Spender appartenait à ce cénacle d'auteurs réunis dans les années 1930 autour de W. H. Auden et que l'on surnommait le groupe « MacSpaunday » en vertu d'une sorte d'acronyme inventé par le poète sud-africain Roy Campbell. Imaginant une créature composite formée par quatre d'entre eux, Campbell avait joué sur leurs noms : MACNeice, SPender, AUdeN, DAY-Lewis. 
Par la suite, Spender fit la connaissance de W. B. Yeats, Allen Ginsberg, Ted Hughes, Joseph Brodsky, Isaiah Berlin, Mary McCarthy, Raymond Chandler, Dylan Thomas, Jean-Paul Sartre et T. S. Eliot, mais aussi de plusieurs membres du Bloomsbury Group, en particulier Virginia Woolf.
Ses premières œuvres, notamment Poems (1933), portent la trace de ses convictions politiques, qui s'exprimèrent encore plus nettement dans Vienna (1934), long poème à la gloire des socialistes viennois, et dans Trial of a Judge (1938), pièce antifasciste en vers.
Le roman qu'il entreprit en 1929 ne parut que près de 60 ans plus tard, en 1988, sous le titre The Temple. L'histoire est celle d'un jeune homme qui découvre dans l'Allemagne de la fin des années 1920 une culture plus tolérante qu'en Angleterre, notamment envers l'homosexualité masculine, mais en même temps gagnée par l'idéologie nazie. Dans son avant-propos à l'édition de 1988, Spender évoque 1929 comme « la dernière année de cet étrange été indien que fut la République de Weimar ».

## Biographie
Dès le début de la guerre civile espagnole, il rejoignit les Brigades internationales afin de se battre contre les troupes franquistes et de transmettre des informations au Parti communiste britannique, le CPGB. Harry Pollitt, secrétaire général du CPGB, lui avait suggéré : « Va là-bas et essaie de te faire tuer. On a besoin d'un Byron dans nos rangs. »
Tout en restant un homme de gauche, Spender critiqua le stalinisme dans The God that Failed (1949), aux côtés d'Arthur Koestler notamment, à la suite du Pacte germano-soviétique entre l'Allemagne nazie et l'Union soviétique, et en raison des événements de l'après-guerre en Europe de l'Est. 
En compagnie de Cyril Connolly et de Peter Watson, il fonda la revue Horizon, dont il fut le rédacteur en chef de 1939 à 1941, puis il dirigea le magazine Encounter de 1953 à 1966. Il démissionna de ce poste dès que l'on découvrit que le Congrès pour la liberté de la culture, qui publiait le magazine, était secrètement financé par la CIA. 
Après avoir enseigné dans diverses institutions américaines, il accepta la chaire de poésie Elliston à l'université de Cincinnati en 1954, puis devint en 1961 professeur de rhétorique au Gresham College de Londres. Spender participa ensuite à la création du magazine Index on Censorship et de la Poetry Book Society, et travailla pour l'UNESCO.
Professeur d'anglais au University College de Londres en 1970-1977, il en devint professeur émérite. Fait Commandeur de l'Ordre de l'Empire britannique depuis 1962, il fut anobli en 1983.
Stephen Spender avait épousé Natasha Litvin, une jeune pianiste de concert, en 1941. Tous deux, qui avaient des ancêtres juifs, étaient d'ailleurs restés attachés à cette communauté. Le couple avait fait l'acquisition d'une ferme en ruine dans les Alpilles en 1960 et aménagé le site en magnifique jardin à l'anglaise. Leur fille Lizzie s'est mariée avec l'acteur australien Barry Humphries et leur fils Matthew a épousé la fille du peintre arménien Arshile Gorky.

## Œuvres

### Ouvrages traduits en français
- Au-delà du libéralisme, Nagel, 1945
- Le Cactus ardent, Sagittaire, 1946
- Un témoin de l'Europe, Fontaine, 1957
- L'Écrivain engagé, Plon, 1959
- Shelley, Seghers, 1964
- Un regard, Éditions de la Différence, « Orphée », 1990
- Le Temple, Christian Bourgois, 1989 ; 10/18, 1997
- Journaux, 1939-1983, Actes Sud, 1990
- Autobiographie, 1909-1950, Christian Bourgois, 1993
- L'Idiot et la princesse, Christian Bourgois, 1997
- Littérature engagée, Christian Bourgois, 1997

### Ouvrages en langue anglaise
Poésie
- Nine Experiments (1928)
- Twenty Poems (1930)
- Poems (1933)
- Vienna (1934)
- The Still Centre (1939)
- Ruins and Visions (1942)
- Spiritual Exercises (1943)
- Poems of Dedication (1947)
- The Edge of Being (1949)
- Collected Poems, 1928-1953 (1955)
- Selected Poems (1965)
- The Express (1966)
- The Generous Days (1971)
- Selected Poems (1974)
- Recent Poems (1978)
- Collected Poems 1928-1985 (1986)
- Dolphins (1994)
- New Collected Poems, éd. Michael Brett (2004)

Théâtre et fiction
- Trial of a Judge (1938)
- The Oedipus Trilogy (1985)
- The Burning Cactus (1936)
- The Backward Son (1940)
- Engaged in Writing (1958)
- The Temple (1928)

Essais
- The Destructive Element (1935)
- Forward from Liberalism (1937)
- Life and the Poet (1942)
- European Witness (1946)
- Poetry Since 1939 (1946)
- The God That Failed (1949)
- World Within World (1951)
- Learning Laughter (1952)
- The Creative Element (1953)
- The Making of a Poem (1955)
- The Struggle of the Modern (1963)
- The Year of the Young Rebels (1969)
- Love-Hate Relations (1974)
- Eliot (1975)
- W. H. Auden : A Tribute (1975)
- The Thirties and After (1978)
- China Diary (avec David Hockney, 1982)
- Love-Hate Relations (1974)
- The Thirties and After (1978)
- Letters to Christopher : Stephen Spender's Letters to Christopher Isherwood (1980)
- Journals, 1939-1983 (1985)